# Astragalus remotus
Astragalus remotus är en ärtväxtart som först beskrevs av Marcus Eugene Jones, och fick sitt nu gällande namn av Rupert Charles Barneby. Astragalus remotus ingår i släktet vedlar, och familjen ärtväxter. Inga underarter finns listade i Catalogue of Life.

## Bildgalleri

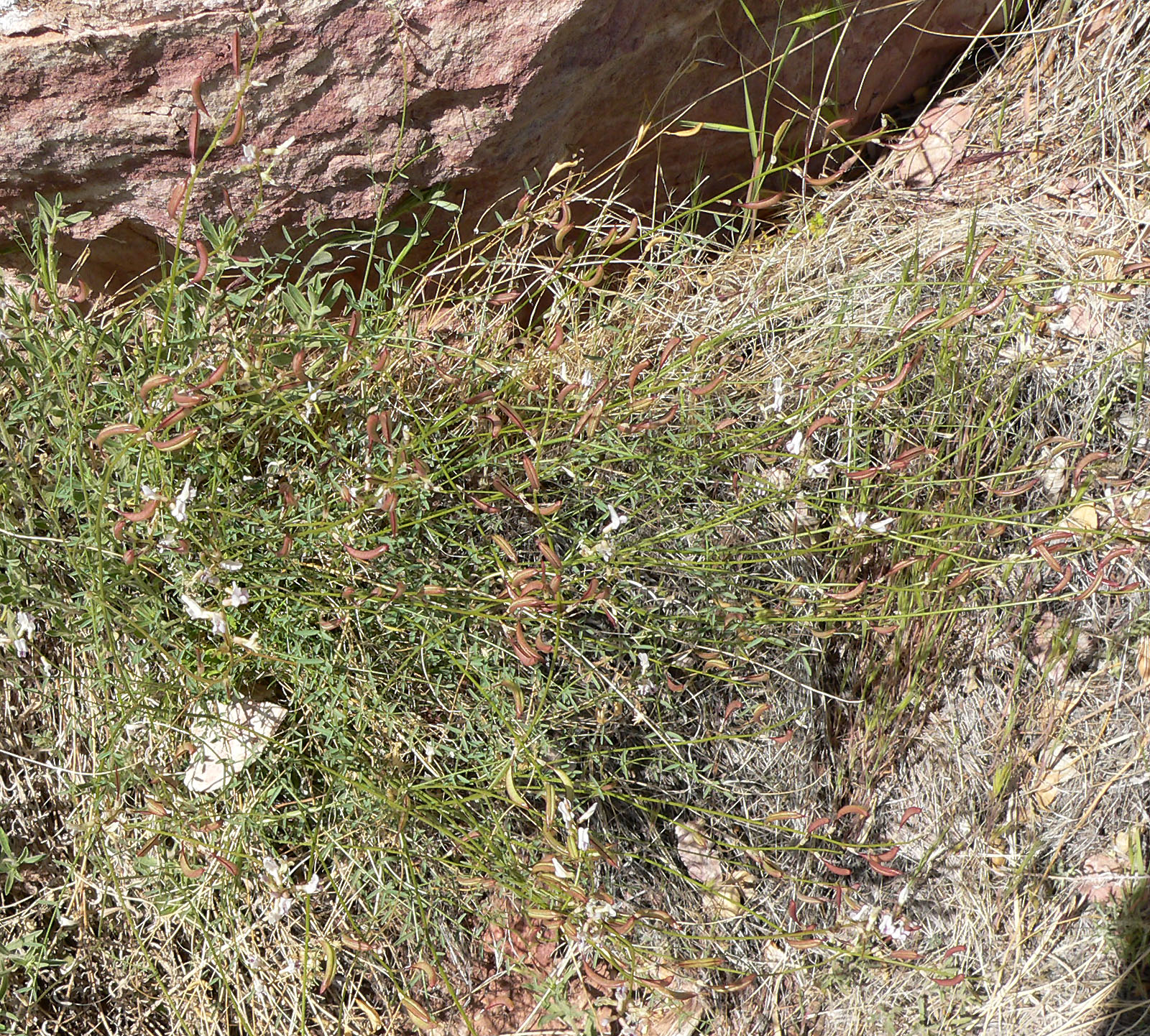
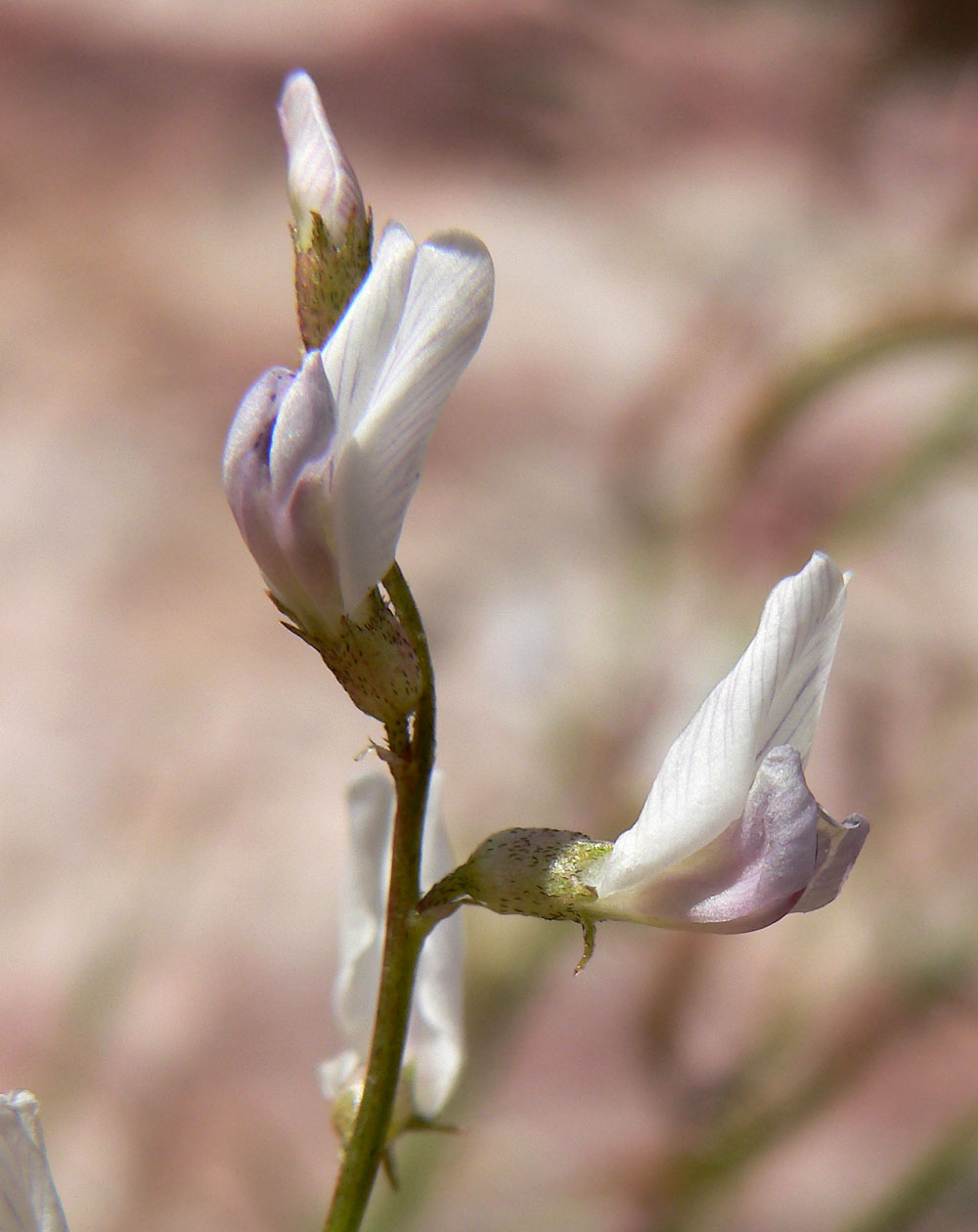
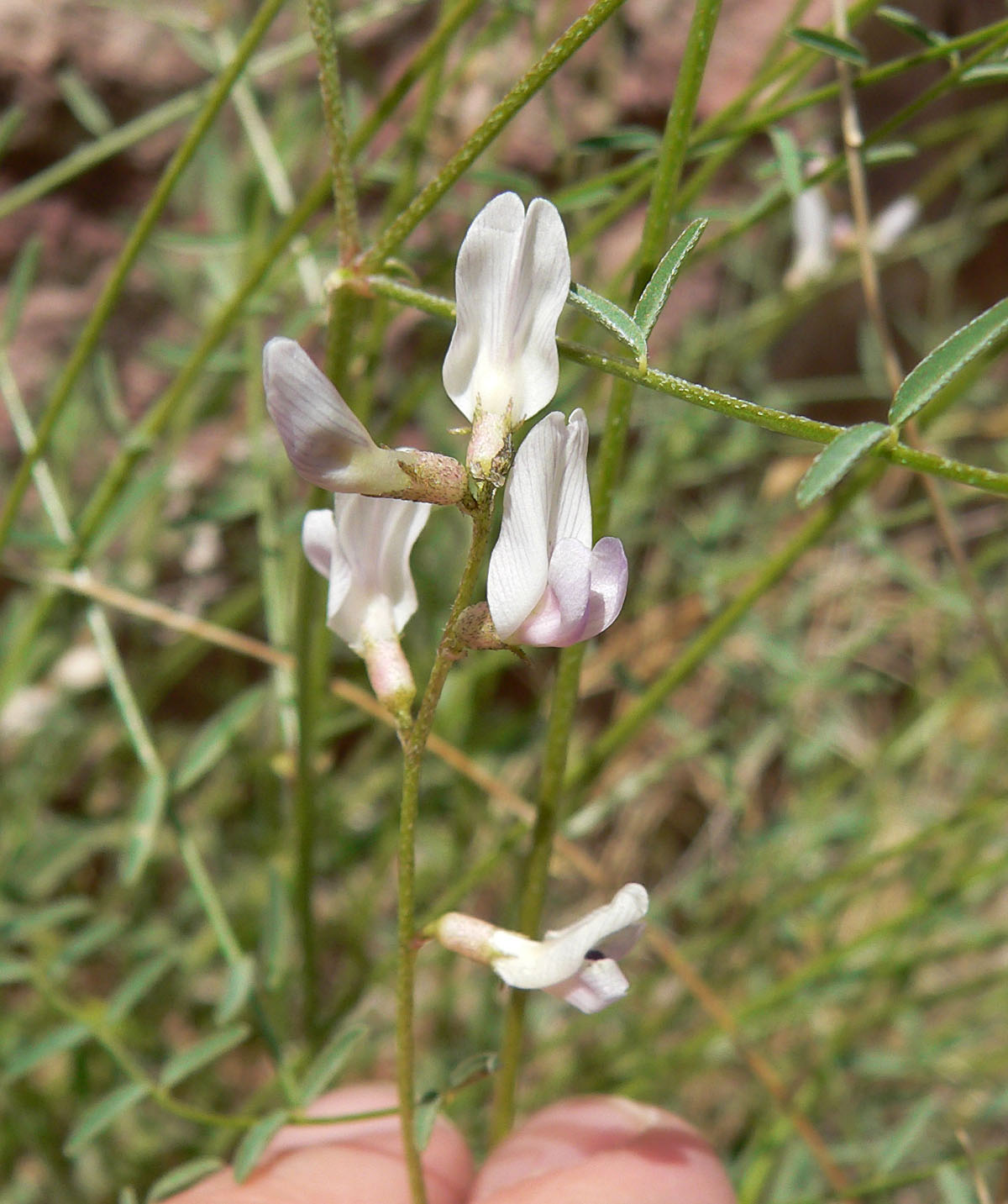
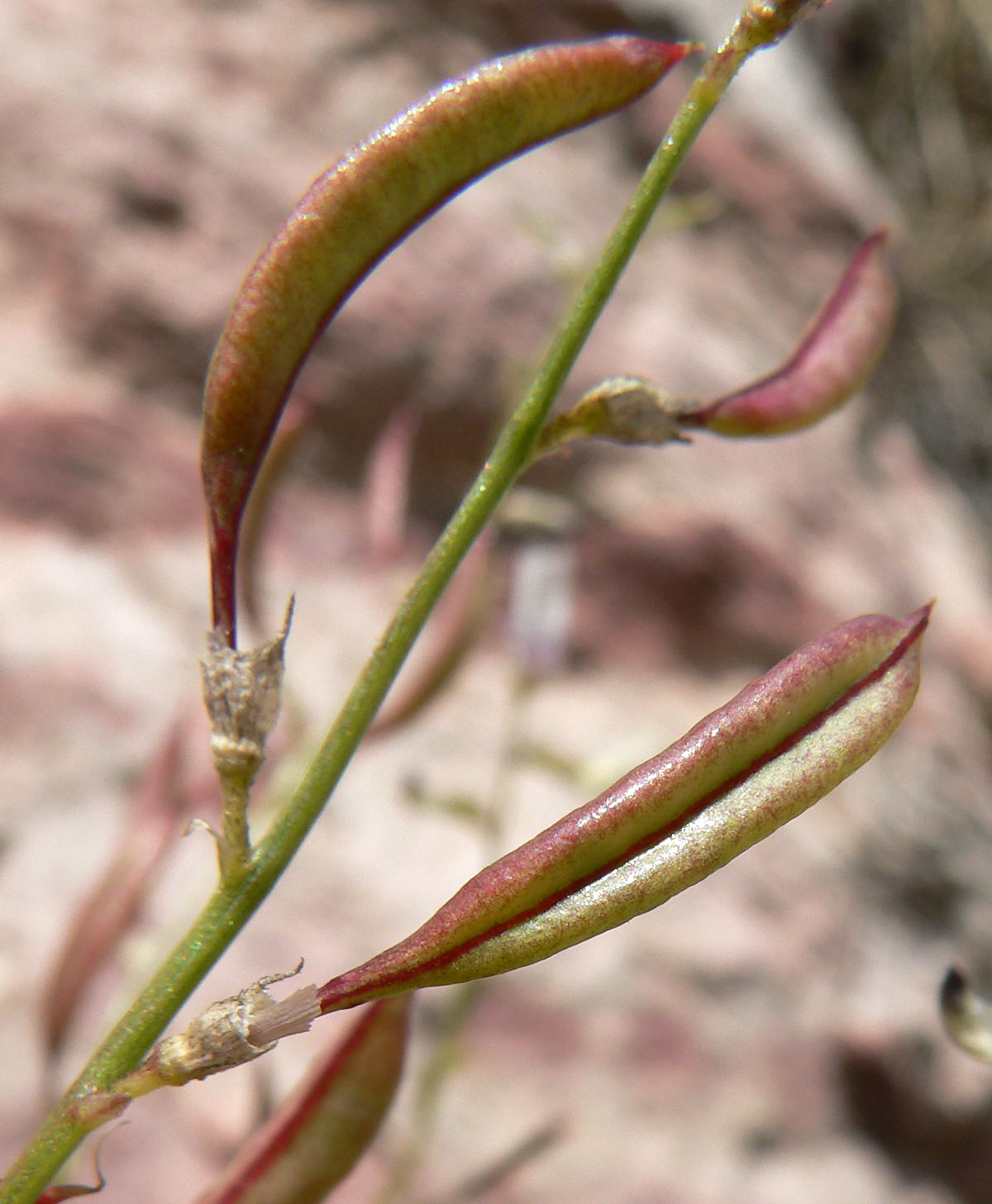